# Římskokatolická farnost Pozořice
Římskokatolická farnost Pozořice je územní společenství římských katolíků s farním kostelem Nanebevzetí Panny Marie v městysu Pozořice. Do farnosti kromě Pozořic spadají také obce Holubice, Hostěnice (vyjma Prostředního mlýna), Kovalovice, Sivice a Viničné Šumice.
Pro farnost se používá zkratka Pošukov (odvozeno z jmen obcí Pozořice, Viničné Šumice a Kovalovice).

## Historie farnosti
Založení pozořické farnosti a její hranice nejsou známy. Obce, které patřily do farnosti, spadaly pod několik panství, ve 14. až 16. století se majitelé často střídali. Od roku 1637 patřily několik století Lichtenštejnům – půda až do parcelace po první světové válce a lesní panství až do roku 1945.
Předchůdcem nynějšího kostela byl kamenný gotický kostel. Stával zřejmě přibližně na místě dnešního kostela, „vedle farské stodoly“, jak říká farní kronika. Roku 1704 vyhořel. Kníže Jan Adam I. z Lichtenštejna se zavázal slibem, že postaví nový kostel. Ten byl vystavěn v letech 1704–1724. U silnice Brno–Olomouc se v lokalitě Stará Pošta nachází kaplička postavená v období napoleonských válek.

## Duchovní správci
Farářem zde byl od 1. července 1994 do července 2013 R. D. ICLic. Mgr. Jan Nekuda. Od 1. srpna 2013 do 14. října 2022 byl farářem R. D. Mgr. Pavel Lacina, od 15. října 2022 jím byl P. Mgr. Václav Hejč a od 1. srpna 2025 P. Mgr. Paweł Cebula.

## Bohoslužby
| Kostel                  | Místo    | Bohoslužba (den)                                 | Hodina                           | Poznámka        |
| ----------------------- | -------- | ------------------------------------------------ | -------------------------------- | --------------- |
| Nanebevzetí Panny Marie | Pozořice | neděle pondělí úterý středa čtvrtek pátek sobota | 7:30, 9:00 - 18:00 - 18.00 17:30 | farní kostel    |
| sv. Václava             | Holubice | neděle středa pátek                              | 10:30 18:00                      | filiální kostel |

## Primice
Ve farnosti slavili primice tito novokněží:
- Dne 1. července 1978 Vít Severa a Josef Brtník

## Aktivity ve farnosti
Slavení bohoslužeb, výuka náboženství, modlitební společenství, velká skupina ministrantů, akolyté, schola, sbor.
Farnost se účastní akce Tříkrálová sbírka.
Na 18. červen připadá adorační den a den modliteb za bohoslovce.